# Teodors Kratovskis
Teodors Kratovskis (auch: Krotovskis, * 1. Septemberjul. / 14. September 1914greg. in Riga; † 21. November 1936 in Daugavpils) war ein lettischer Fußballspieler.

## Karriere und Leben
Teodors Kratovskis wurde im Jahr 1914 in Riga geboren. Er besuchte in seiner Geburtsstadt die Grundschule und später die Staatliche Technische Schule.
Kratovskis spielte in seiner Fußballkarriere auf der Position des Stürmers. Kratovskis war zunächst als Jugendspieler für den LSB Riga aktiv, bevor er ab 1932 für die erste Mannschaft des Vereins spielte. In der Saison 1932 stieg Kratovskis mit LSB aus der Virslīga, der höchsten lettischen Spielklasse ab. Nach drei Spielzeiten in der zweiten Liga beim LSB, spielte Kratovskis 1936 beim VEF Riga der vom gleichnamigen Hersteller von Rundfunkgeräten Valsts elektrotehniskā fabrika gegründet worden war.
Im Jahr 1936 begann er seinen Wehrdienst im 10. Infanterieregiment der Lettischen Streitkräfte. Kratovskis starb im selben Jahr im Alter von 22 Jahren an einer Lungenentzündung in Daugavpils und wurde auf dem Waldfriedhof in Riga beerdigt.

## Weblink
- Lebenslauf bei kazhe.lv (lettisch)

| Personendaten    | Personendaten              |
| ---------------- | -------------------------- |
| NAME             | Kratovskis, Teodors        |
| ALTERNATIVNAMEN  | Krotovskis, Teodors        |
| KURZBESCHREIBUNG | lettischer Fußballspieler  |
| GEBURTSDATUM     | 14. September 1914         |
| GEBURTSORT       | Riga, Gouvernement Livland |
| STERBEDATUM      | 21. November 1936          |
| STERBEORT        | Daugavpils, Lettland       |